# Mindszentkálla
Mindszentkálla is een plaats (község) en gemeente in het Hongaarse comitaat Veszprém. Mindszentkálla telt 327 inwoners (2001).